# Primus inter pares
Primus inter pares (latin för "den främste bland likar") är ett uttryck som används om den som erkänns som ledare eller talesperson för en grupp, utan att ledarskapet nödvändigtvis är formaliserat och utan att personen har annan myndighet över sina likar än den som följer med dennes erkännande i gruppen, vilket kan tillskrivas tjänsteålder eller tradition. 
Titeln används bland annat om den svenske ärkebiskopen, som är den främste av biskoparna utan att ha myndighet över dem. Ett annat känt exempel är den brittiska premiärministern inom kabinettet.
Termen används även inom den svenska universitetsvärlden och förknippas där med idén om kollegialt styre (i kontrast mot linjeorganisation eller förvaltningsstyrning).